# Новицкий, Николай Александрович
Николай Александрович Новицкий (26 ноября 1825 — 4 мая 1893) — генерал-лейтенант, русский военный агент в Лондоне и в Риме. Внук сенатора В. Н. Зиновьева.

## Биография
Родился 26 ноября 1825 года. Происходил из дворян Санкт-Петербургской губернии, сын Александра Николаевича Новицкого от первого брака с Ульяной Васильевной Зиновьевой (ум. 1828). Воспитывался в частном учебном заведении. На службу поступил в 1844 году юнкером в кавалергардский полк.
В 1846 году произведен в эст-юнкеры, 18 октября того же года в корнеты. В 1847 году назначен адъютантом к графу П. А. Клейнмихелю. В 1849 году поручиком. С 27 мая по 19 августа того же года на время военных действий прикомандирован к 2-му пехотному корпусу. В 1850 году отчислен от занимаемой должности. В марте 1851 года назначен исполняющим должность адъютанта к дежурному генералу главного штаба, а с 17 декабря того же года по 29 июля 1857 состоял адъютантом при князе А. Ф. Орлове.
В 1852 году произведен в штабс-ротмистры, а в 1857 году в ротмистры. В 1860 году назначен военным агентом в Лондоне. В Англии он уделял пристальное внимание оружейной теме. В 1861 году произведен в полковники. 29 мая 1867 года Новицкий произведен во флигель-адъютанты, а в 1868 году в генерал-майоры. 17 апреля 1871 года назначен военным агентом в Риме. В 1881 году произведен в генерал-лейтенанты. 15 ноября 1881 года уволен от службы с мундиром и пенсией. Скончался от воспаления легких 4 мая 1893 года, похоронен на протестантском кладбище близ Флоренции.

## Семья
Жена — графиня Анна Владимировна Адлерберг (1821—28.11.1898), фрейлина двора (1839), дочь министра императорского двора графа В. Ф. Адлерберга. Брак был заключен против воли её родителей. Из-за этого Адлерберги были в натянутых отношениях с дочерью и чета Новицких почти постоянно проживала за границей. По отзыву современницы, мадам Новицкая была дурна собой, слишком тучная, с утиной походкой, хотя и очень умная, но не интересная в разговоре. Муж её был высокий блондин с красивыми холеными баками, большой фат. Жили они душа в душу, всегда и везде вместе. Новицкие были очень хорошие, добрые люди, и хотя были богатыми, скверно у себя кормили — гости вставали из-за стола ещё голоднее, чем садились. Детей в браке не имели. Умерла во Флоренции от старческой слабости, похоронена рядом с мужем.